# Salverd
Salverd (Fries: Salvert) is een buurtschap in de gemeente Waadhoeke, in de Nederlandse provincie Friesland. De plaats ligt tussen Franeker en Dronrijp ten noorden van het Van Harinxmakanaal binnen het stadsgebied van Franeker. De buurtschap bestaat uit een negental adressen, voornamelijk boerenbedrijven en vrijstaande woningen.

## Terpen
Bij Salverd zijn een drietal terpen gevonden, die werden opgeworpen in de late ijzertijd, op een vermoedelijke kwelderwal of -rug. De grootste terp bij de boerderij Groot Salverd was relatief grote terp voor de omgeving en is gelegen in de knik in de vermoedelijke kwelderrug.
De terpen zijn grotendeels afgegraven voor commerciële doeleinden. De noordwestelijke kant van de grootste terp werd zelfs geheel weggraven, waardoor een steilere kant ontstaan. De terp is ondanks de afgravingen nog in het landschap zichtbaar als verhoging.  
In de jaren 90 van de twintigste eeuw wezen verschillende boorproeven uit er mogelijk een stins op de grootste terp zou hebben gestaan. Bij boorproeven bij de andere terpen bleek dat er veel verbrande klei en houtskool aanwezig was, maar er een geringe hoeveelheid aardewerk aanwezig is. De terpen werden aanwezen als archeologisch interessante terreinen bij de beoordeling van het archeologisch onderzoek.

## Naam
De plaats werd onder vermeld als Ztalwert, als Ztalwerd in 1406, als Salwert in 1433, als Tzaluert in 1510 en als Swalwirt in 1511. Daarna kwamen vermeldingen voor als Salverd en Salward. Het laatste deel van de naam, werd, duidt op een bewoonde terp. Het eerste deel duidt mogelijk op de persoon Tsjalle, wat ‘volk’ betekent. Een andere mogelijkheid zou duiden op een relatie met thiâl dat wiel(vorm) betekent.
Steden, dorpen en gehuchten: Achlum · Baijum · Beetgum · Beetgumermolen · Berlikum · Blessum · Boer · Boksum · Deinum · Dongjum · Dronrijp · Engelum · Firdgum · Franeker · Herbaijum · Hitzum · Klooster-Lidlum · Marssum · Menaldum · Minnertsga · Nij Altoenae · Oosterbierum · Oude Leije (klein deel) · Oudebildtzijl · Peins · Pietersbierum · Ried · Ritsumazijl · Schalsum · Schingen · Sexbierum · Sint Annaparochie · Sint Jacobiparochie · Slappeterp · Spannum · Tzum · Tzummarum · Vrouwenparochie · Welsrijp · Westhoek · Wier · Winsum · Zweins

Buurtschappen: Arkens · Bonkwerd · De Vlaren · Dijkshoek · Doijum · Fatum · Hatsum · Het Hooghout · Kie · Kiesterzijl · Kingmatille · Klooster Anjum · Koehool · Laakwerd · Lutjelollum · Miedum · Nieuwebildtzijl · Oosterend · Oosthoek · Rewerd (deels) · Roptazijl (deels) · Salverd · Schildum · Sopsum · Stad Niks · Tolsum · Tritzum · Tjeppenboer · Vrouwbuurtstermolen (deels) ·  Weakens · Westerend · Zwarte Haan

Voormalige buurtschappen:Barrum · De Kampen · De Poelen · Dijksterhuizen · Franjumerburen · Holprijp · Koum · Langwerd · Teetlum · Memerd · War 

Friesland: Steden en dorpen      Nederland: Provincies · Gemeenten